# Nogometni klub Helsinki
Nogometni klub Helsinki (finsko: Helsingin Jalkapalloklub) je profesionalni nogometni klub s sedežem v Helsinkih na Finskem. Klub je bil ustanovljen 19. junija leta 1907. Njihov domači stadion je Bolt Arena, ki sprejme 10.770 navijačev. Velja za najuspešnejši finski nogometni klub, ker je v finskem nogometnem prvenstvu osvojil kar 30 naslovov prvaka.
HJK je edini finski nogometni klub, ki se mu je uspelo uvrstiti v skupinski del Lige prvakov leta 1998.

## Zgodovina
Klub je leta 1907 ustanovil Fredrik Wathén. Prvi naslov prvaka so osvojili že leta 1911. Leta 1915 se je klub preselil na novi stadion Töölön Pallokenttä.
Od leta 1964 naprej vedno tekmuje v prvi ligi. Istega leta je osvojil svoj deseti naslov prvaka, naslednjo sezono, v letih 1965–66, pa je odigral prvo tekmo evropskega pokala proti Manchester Unitedu na olimpijskem stadionu v Helsinkih, a izgubil z rezultatom 2–9.
V sezoni 1998–99 je HJK postal prvi in edini finski klub, ki je igral v skupinskem delu Lige prvakov. Leta 2014 je postal prvi finski klub, ki je igral v skupinskem delu Lige Evropa.